# Carlo Trigilia
Carlo Trigilia (Siracusa, 18 giugno 1951) è un sociologo italiano, ministro per la coesione territoriale nel governo Letta dal 28 aprile 2013 al 22 febbraio 2014.

## Biografia
Sociologo, ha dedicato molta parte della sua attività di studio e ricerca ai temi dello sviluppo territoriale e dell'innovazione in Italia e in Europa. Si è a lungo occupato del Mezzogiorno; ha partecipato a numerose esperienze di progettazione dello sviluppo locale e di pianificazione strategica delle città.
Professore emerito di sociologia economica dell'Università degli Studi di Firenze, ha insegnato all'estero in varie Università ed è stato “Lauro De Bosis Professor” presso la Harvard University.
È socio dell'Accademia Nazionale dei Lincei.
A lungo direttore, e ora membro, del Comitato editoriale della rivista “Stato e Mercato”, ha fatto anche parte del Comitato di direzione della rivista “il Mulino”ed è socio dell'Associazione Il Mulino e membro del suo direttivo. È stato presidente della Fondazione RES di Palermo.
Il 27 aprile 2013 viene nominato Ministro per la coesione territoriale nel Governo Letta.

## Fattori socio-culturali e politici dello sviluppo di piccola impresa
Trigilia ha contribuito allo studio delle origini e di caratteri dello sviluppo impresa in Italia, in particolare nelle regioni del Centro-Nordest dell'Italia (Terza Italia). Nel suo lavoro principale su questo tema – ‘Grandi partiti e piccole imprese. Comunisti e democristiani nelle regioni a economia diffusa' – mette in evidenza il ruolo svolto storicamente dalle città, dall'organizzazione dell'agricoltura e dalle tradizioni politiche locali nel plasmare un ambiente favorevole allo sviluppo di piccola impresa e dei distretti industriali. Questi fattori hanno contribuito a creare un tessuto di rapporti fiduciari e di saper fare diffuso legato a tradizioni artigianali e commerciali nei settori leggeri dei beni per persona e per la casa. Le subculture politiche locali di matrice ‘rossa’ (socialista prima e comunista nel secondo dopoguerra) nelle regioni centrali, e di matrice ‘bianca’ (cattolica) nel Nord-Est hanno inoltre sostenuto lo sviluppo di piccola impresa negli anni '70 e '80 con politiche economiche e sociali locali (vedi anche Small-firm development and political subcultures in Italy, European Sociological Review, Volume 2, Issue 3, December 1986, Pages 161–175).

## La costruzione sociale dell'innovazione e lo sviluppo locale
In studi successivi, Trigilia ha analizzato più in generale il ruolo dei fattori istituzionali – socio-culturali e politici – nello sviluppo locale e nei distretti industriali e high-tech in Italia e in Europa (Local Production Systems in Europe. Rise or Demise?, 2001 e Changing Governance of Local Economies: Responses of European Local Production Systems, 2004, entrambi gli studi condotti con C.Crouch, P. Le Galès, H. Voelzkow. Si veda anche Social Capital and Local Development. European Journal of Social Theory. 2001;4(4):427-442.). Trigilia evidenzia come nell'economia contemporanea la dimensione sociale e relazionale dell'innovazione tenda a diventare più importante rispetto a quella aziendale. I processi innovativi maturano non solo all'interno dei confini dell'impresa, ma sempre di più attraverso le relazioni formali e informali che le imprese sviluppano tra loro, con i fornitori, con i clienti e con le strutture della formazione e della ricerca. Questa connotazione interattiva e 'dialogica' si accompagna a un nuovo radicamento locale delle attività innovative: è nel territorio, attraverso interazioni dirette spesso di natura informale, che si sviluppa la conoscenza tacita come risorsa cruciale per l'innovazione. Inoltre il ruolo dei ‘beni collettivi locali per la competitività’ (infrastrutture, servizi, formazione, contesto socio-culturale) è più importante per la competitività delle imprese situate in un determinato territorio perché abbassa i costi e perché accresce la capacità di innovazione. L'innovazione è quindi sempre di più una costruzione sociale (La costruzione sociale dell'innovazione. Economia, società e territorio, 2007). Da qui la maggiore importanza che assumono le nuove politiche per lo sviluppo locale e i tentativi di accrescere il capitale sociale relazionale nei territori come fattore di crescita economica e sociale (Sviluppo locale. Un progetto per l'Italia , 2005)

## Mezzogiorno e sviluppo
Nel secondo dopoguerra le cause del ritardo delle regioni del Mezzogiorno sono state a lungo attribuite principalmente a motivi economici: la carenza di capitale, di competenze, di infrastrutture. La soluzione era vista in un impegno dello stato che avrebbe dovuto investire risorse maggiori nelle regioni meridionali per attrarre imprese esterne e favorire la crescita di imprese locali con incentivi finanziari che compensassero la carenza di capitale e le diseconomie esterne (infrastrutture e servizi). In uno studio dei primi anni novanta (Sviluppo senza autonomia. Effetti perversi delle politiche nel Mezzogiorno, 1994) Trigilia ha attirato l'attenzione sulle condizioni non economiche dello sviluppo, ovvero sui fattori socio-culturali e politici che caratterizzano le regioni meridionali. La carenza di cultura civica o di capitale sociale, il prevalere di relazioni politiche clientelari, la conseguente tendenza delle istituzioni locali a perseguire politiche scarsamente efficienti e efficaci nell'offerta di beni collettivi (infrastrutture, servizi) sono tutti fattori che ostacolano uno sviluppo autonomo, capace di auto-sostenersi. In questo quadro, gli aiuti dello stato per lo sviluppo economico e per la fornitura di servizi essenziali ai cittadini meridionali finiscono per avere degli effetti perversi. Invece di favorire la crescita alimentano assistenzialismo, corruzione e criminalità. Di conseguenza , maggiore attenzione nelle politiche di sviluppo deve avere il cambiamento delle istituzioni locali per creare un ambiente economico e sociale più favorevole alla crescita economica di solide attività di mercato, e per offrire ai cittadini servizi più efficienti e efficaci in campi fondamentali come la sanità, la formazione e l'istruzione, l'assistenza ) (Non c'è Nord senza Sud. Perché la crescita dell'Italia si decide nel Mezzogiorno, 2012) 

## Capitalismi e Democrazie
Negli ultimi anni, Trigilia si è dedicato allo studio delle diseguaglianze mettendo a fuoco le differenze tra le democrazie avanzate. In questa prospettiva ha analizzato il rapporto tra modelli di capitalismo e tipi di democrazie ed ha curato il volume Capitalismi e Democrazie. Si possono conciliare crescita e uguaglianza? (2020) e La sfida delle diseguaglianze. Contro il declino della sinistra (2022).  

## Opere
- Grandi partiti e piccole imprese: comunisti e democristiani nelle regioni a economia diffusa, Bologna, Il Mulino, 1986
- Sviluppo senza autonomia. Effetti perversi delle politiche nel Mezzogiorno, Bologna, Il Mulino, 1992
- Sociologia economica. Stato, mercato e società nel capitalismo moderno, Bologna, Il Mulino, 1998
- Local Production Systems in Europe. Rise or Demise?, Oxford, Oxford University Press, 2001
- Economic sociology: state, market, and society in modern capitalism, Oxford, Blackwell, 2002
- I sistemi di produzione locale in Europa, Bologna, Il Mulino, 2004
- Changing Governance of Local Economies, Oxford, Oxford University Press, 2004
- Sviluppo locale. Un progetto per l'Italia, Bari, Laterza, 2005
- Economic Sociology. «International Encyclopedia of Economic Sociology», Londra, Routledge, 2005
- Introduzione: Storia Economica di Max Weber, Roma, Donzelli, 1993, riedito nel 2007
- La costruzione sociale dell'innovazione: economia, società e territorio, Firenze University Press, 2008
- Sociologia economica: stato, mercato e società nel capitalismo moderno, 2 voll, Bologna, Il Mulino, 2009
- Non c'è Nord senza Sud, Bologna, Il Mulino, 2012
- Tipi di democrazia e modelli di capitalismo: un’agenda di ricerca, in “Stato e Mercato”, n. 2, pp. 183-213, 2016
- Fondazioni e sviluppo locale, Donzelli Editore, 2017 (con Burroni L., Ramella F.)
- Max Weber oggi. Ripensando politica e capitalismo, Bologna, Il Mulino, 2018 (con D’Andrea D.)
- Capitalismi e democrazie – Si possono conciliare crescita e uguaglianza? (a cura di), Bologna, Il Mulino, 2020